# Ziekte van Freiberg
De ziekte van Freiberg, ook wel ziekte van Köhler 2 genoemd, is een vorm van osteochondrose die voorkomt bij jongeren in de puberteit, bij meisjes vaker dan bij jongens. Bij de aandoening verdwijnt botweefsel van een middenvoetsbeentje door versterf.  

## Oorzaak
De directe oorzaak van de ziekte van Freiberg is vaak niet duidelijk. Onvoldoende doorbloeding van het botweefsel is de reden van het ten onder gaan van botcellen. Overbelasting, door bijvoorbeeld sporten, maakt dat de aandoening behalve bij jongeren ook wel bij wat oudere personen voorkomt. 

## Behandeling
De aandoening is pijnlijk en leidt soms tot mank lopen. Een direct genezende behandeling is niet voorhanden. Orthopedische steunzolen of aangepaste schoenen kunnen ontlasting bieden waardoor de pijn vermindert. Ook wordt wel loopgips aangelegd. In ernstige en hardnekkige gevallen kan een operatie noodzakelijk zijn.